# 小行星2841
小行星2841（2841 Puijo）是一颗围绕太阳公转的小行星。1943年2月26日，利斯·奧特瑪在图尔库发现了此天体。
該小行星以芬蘭的普若山（Puijo Hill）命名。
这颗小行星的绝对星等为88.98091等。